# Pontonx-sur-l’Adour
Pontonx-sur-l’Adour – miejscowość i gmina we Francji, w regionie Nowa Akwitania, w departamencie Landy.
Według danych na rok 1990 gminę zamieszkiwało 1887 osób, a gęstość zaludnienia wynosiła 38 osób/km² (wśród 2290 gmin Akwitanii Pontonx-sur-l’Adour plasuje się na 222. miejscu pod względem liczby ludności, natomiast pod względem powierzchni na miejscu 120.).